# Tour de Ruanda
El Tour de Ruanda és una competició ciclista per etapes que es disputa anualment a Ruanda. La cursa forma part de l'UCI Africa Tour, amb una categoria 2.1. La primera edició va tenir lloc el 1988, però no fou fins al 2009 quan la competició es va obrir als professionals.

## Palmarès
| Any  | Vencedor                  | Segon                 | Tercer                      |
| ---- | ------------------------- | --------------------- | --------------------------- |
| 1988 | Celestin N'Dengeyingoma   |                       |                             |
| 1989 | Omar Masumbuko            |                       | Pierre Bukuru               |
| 1990 | Faustin M'Parabanyi       |                       |                             |
| 2001 | Bernard N'Sengiyumva      |                       |                             |
| 2002 | Abraham Ruhumuriza        |                       |                             |
| 2003 | Abraham Ruhumuriza        |                       |                             |
| 2004 | Abraham Ruhumuriza        |                       |                             |
| 2005 | Abraham Ruhumuriza        |                       |                             |
| 2006 | Peter Kamau               | Kiman Davidson        |                             |
| 2007 | Abraham Ruhumuriza        | Nyandwi Uwase         | Nathan Byukusenge           |
| 2008 | Adrien Niyonshuti         | Nathan Byukusenge     | Godfrey Gahemba             |
| 2009 | Adil Jelloul              | Abdelati Saadoune     | Adrien Niyonshuti           |
| 2010 | Daniel Teklehaimanot      | Natnael Berhane       | Reinardt Janse van Rensburg |
| 2011 | Kiel Reijnen              | Joey Rosskopf         | Dylan Girdlestone           |
| 2012 | Darren Lill               | Dylan Girdlestone     | John Njoroge                |
| 2013 | Dylan Girdlestone         | Louis Meintjes        | Metkel Eyob                 |
| 2014 | Valens Ndayisenga         | Jean Bosco Nsengimana | Aron Debretsion             |
| 2015 | Jean Bosco Nsengimana     | Joseph Areruya        | Camera Hakuzimana           |
| 2016 | Valens Ndayisenga         | Metkel Eyob           | Issak Tesfom Okubamariam    |
| 2017 | Joseph Areruya            | Metkel Eyob           | Suleiman Kangangi           |
| 2018 | Samuel Mugisha            | Jean-Claude Uwizeye   | Mulu Hailemichael           |
| 2019 | Merhawi Kudus             | Rein Taaramäe         | Matteo Badilatti            |
| 2020 | Natnael Tesfatsion        | Moïse Mugisha         | Patrick Schelling           |
| 2021 | Cristián Rodríguez Martín | James Piccoli         | Alex Hoehn                  |
| 2022 | Natnael Tesfatsion        | Anatoli Budiak        | Jesse Ewart                 |
| 2023 | Henok Mulubrhan           | Walter Calzoni        | Junior Lecerf               |
| 2024 | Joseph Blackmore          | Ilkhan Dostiev        | Jhonatan Restrepo Valencia  |
| 2025 | Fabien Doubey             | Henok Mulubrhan       | Oliver Mattheis             |